# 茅塔乡
茅塔乡，是中华人民共和国湖北省十堰市茅箭区下辖的一个乡镇级行政单位。
茅塔乡位于十堰市城区南部，国土面积170平方公里，耕地3000余亩，人口5000余人。受耕地不足和劳动力短缺所限，该乡充分发挥紧邻城郊的区位优势，以红色文化为依托，坚定不移推进乡村旅游产业发展。

## 行政区划
茅塔乡下辖以下地区：
廖家村、康家村、王家村、东沟村、坪子村、岩屋村、大坪村、莫家沟村、大沟村和台子村。

## 外链
1. http://m.cnhubei.com/content/2020-11/23/content_13461897.html